# Freehold Borough, New Jersey
Freehold Borough, New Jersey (енгл. Freehold Borough) град је у америчкој савезној држави Њу Џерзи.

## Демографија
По попису из 2010. године број становника је 12.052, што је 1.076 (9,8%) становника више него 2000. године.
| Група             | 2000.         | 2010.         |
| Белци             | 5.853 (53,3%) | 4.957 (41,1%) |
| Афроамериканци    | 1.738 (15,8%) | 1.515 (12,6%) |
| Азијати           | 269 (2,5%)    | 348 (2,9%)    |
| Хиспаноамериканци | 3.081 (28,1%) | 5.167 (42,9%) |
| Укупно            | 10.976        | 12.052        |